# Cypress Hill (албум)
Едноименният и дебютен албум на Cypress Hill излиза през август 1991. Албумът продава повече от 2 милиона копия само в САЩ. Той е известен със своите фънк/рок семпли съчетани с гангста рап лирики и текстове обявяващи се за легализация на марихуната.
1. „Pigs“ – 2:51
2. „(How I Could Just Kill a Man|How I Could Just Kill A Man)“ – 4:08
3. „Hand On The Pump“ – 4:03
4. „Hole In The Head“ – 3:33
5. „Ultraviolet Dreams“ – 0:41
6. „Light Another“ – 3:17
7. „The Phuncky Feel One“ – 3:28
8. „Break It Up“ – 1:07
9. „Real Estate“ – 3:45
10. „Stoned Is The Way Of The Walk“ – 2:46
11. „Psycobetabuckdown“ – 2:59
12. „Something For The Blunted“ – 1:15
13. „Latin Lingo“ – 3:58
14. „The Funky Cypress Hill Shit“ – 4:01
15. „Tres Equis“ – 1:54
16. „Born To Get Busy“ – 3:00